# Tånnerydsdammen
Tånnerydsdammen är en sjö i Markaryds kommun i Småland och ingår i Lagans huvudavrinningsområde. Sjön har en area på 1,69 kvadratkilometer och ligger 94,1 meter över havet. Sjön avvattnas av vattendraget Lagan (Härån).

## Delavrinningsområde
Tånnerydsdammen ingår i det delavrinningsområde (626425-136023) som SMHI kallar för Utloppet av Ängabäcks Dämningsområde. Medelhöjden är 106 meter över havet och ytan är 18,54 kvadratkilometer. Räknas de 279 avrinningsområdena uppströms in blir den ackumulerade arean 5 473,96 kvadratkilometer. Avrinningsområdets utflöde Lagan (Härån) mynnar i havet. Avrinningsområdet består mestadels av skog (67 %). Avrinningsområdet har 1,68 kvadratkilometer vattenytor vilket ger det en sjöprocent på 9 %.